# 小屋组

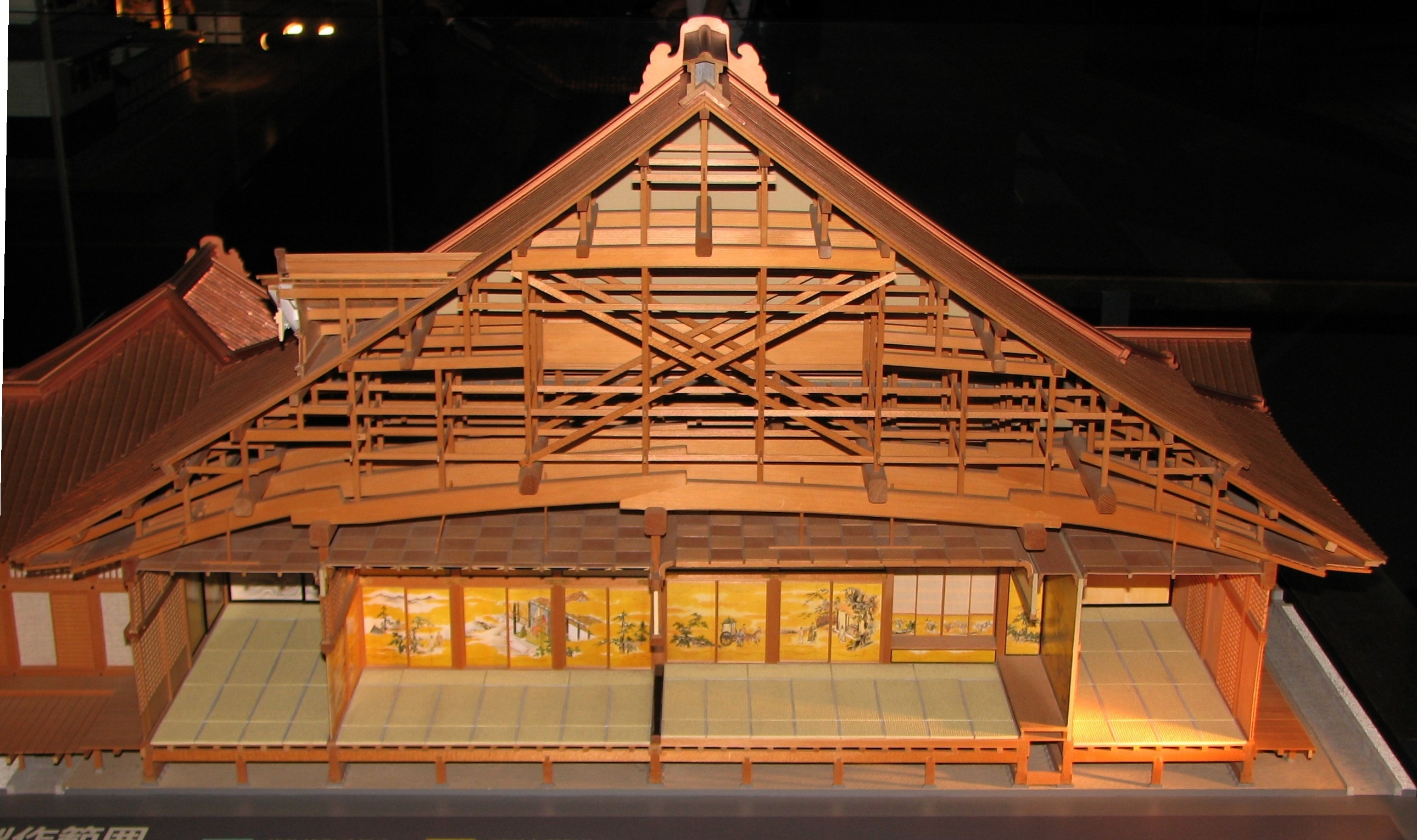
日式建筑的截面模型，可见其中屋顶内的小屋组结构

小屋组（日语：／）是日本古代建筑特有的一种屋顶支撑结构。这种结构被普遍用于支撑屋顶荷载并将力分散传递到柱子和梁上。屋顶荷载通过椽子和檩条传递到棚组，再传递到轴组。